# Мінла рудохвоста

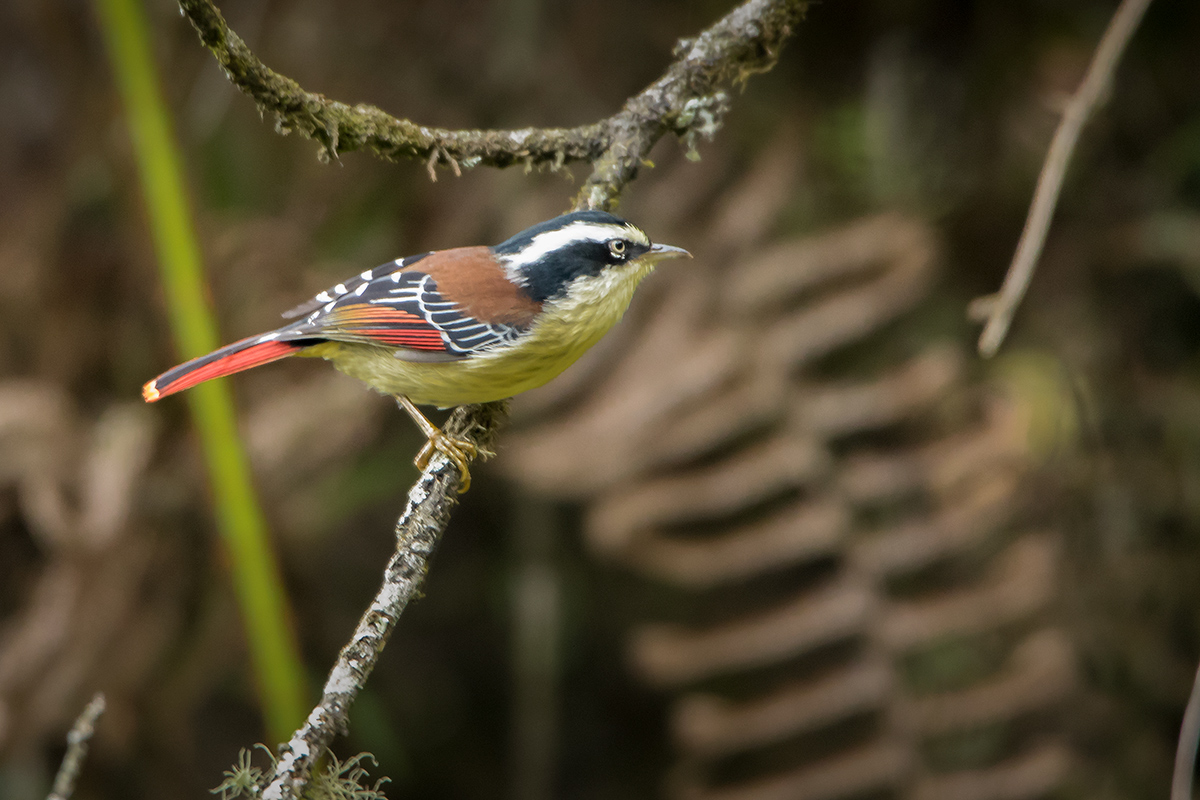
Рудохвоста мінла (Сіккім, Індія)

Мі́нла рудохвоста (Minla ignotincta) — вид горобцеподібних птахів родини Leiothrichidae. Мешкає в Гімалаях, горах Китаю і Південно-Східної Азії. Це єдиний представник монотипового роду Мінла (Minla).

## Підвиди
Виділяють чотири підвиди:
- M. i. ignotincta Hodgson, 1837 — від Непалу до М'янми, південно-східного Тибету, Ассаму і південно-західного Юньнаню;
- M. i. mariae La Touche, 1921 — від південно-східного Юньнаню до північного Індокитаю;
- M. i. sini Stresemann, 1929 — південно-східний Китай;
- M. i. jerdoni Verreaux, J, 1871 — центральний і південний Китай.

## Поширення і екологія
Рудохвості мінли мешкають в Індії, Непалі, Бутані, Китаї, М'янмі, Лаосі, В'єтнамі і Бангладеш. Вони живуть в гірських і рівнинних вологих тропічних і субтропічних лісах. Зустрічаються на висоті від 1000 до 3400 м над рівнем моря.